# Pseudoeucanthus kerkennensis
Pseudoeucanthus kerkennensis is een eenoogkreeftjessoort uit de familie van de Bomolochidae. De wetenschappelijke naam van de soort is voor het eerst geldig gepubliceerd in 1984 door Essafi, Cabral & Raibut.